# Mt.グランビュースキー場
Mt.グランビュースキー場（まうんとぐらんびゅースキーじょう）は、新潟県の南魚沼市宮野下に位置するスキー場である。2023年-2024年シーズンより営業休止中。

## 概要
昭和の時代を思い出すレトロなスキー場であり、スキー場内からは巻機山と八海山が望むことが出来る。
営業日は、シーズン中の土曜日、日曜日、祝日、年末年始となっており、平日は貸切営業のみ行っていた。
モーグルバーン常設のスキー場で、1年を通してスノーボード全面滑走可能であった。
ナイター営業設備が設置されているが、近年は営業されることがなかった。
リフトは全てシングルリフト。
駐車場は、宮野下線リフトの山麓駅付近に設置されており、規模は320台で、全日無料であった。トイレ、更衣室が併設されている。

## 沿革
- 2018年（平成30年）- 12月19日、公式ホームページのリニューアル完了[3]。

- 2023年（令和5年）- 3月26日、この日をもって2022年-2023年シーズンが終了[4]。営業休止前最後の営業となった。

## アクセス
公共交通
- JR上越線 石打駅より車で10分。
- JR上越新幹線 越後湯沢駅より南越後観光バスより車で20分。
  - 駅よりスキー場までの送迎バスは無いため、タクシーの利用が公式サイトにて推奨されている。

車
- 関越自動車道 塩沢石打ICより3km